# Cratere Scheele
Scheele è un cratere lunare di 4,69 km situato nella parte sud-occidentale della faccia visibile della Luna.